# MERF
株式会社MERF（マーフ、英:  MERF Inc.）は、富山県射水市に本社を置く非鉄金属及び伸銅品の販売、銅合金・アルミ合金などの製造販売、美術工芸品の製造・販売を行う企業である。旧社名は黒谷株式会社。

## 事業所
- 本社・工場（富山県射水市奈呉の江12−2）[1]
- 東京支店（東京都千代田区内神田1丁目15−15）[1]
- 非鉄営業部新潟事業課（新潟県新潟市東区下木戸1丁目542）[1]

## 関連企業
- KUROTANI NORTH AMERICA INC.（アメリカ合衆国オレゴン州ポートランド）[1]
- THAI KUROTANI CO., LTD.（タイ王国、本社はバンコク、工場はチョンブリーに所在）[1]

## 沿革
個別に出典があるもの以外は、右記の出典を使用する。
- 1870年 - 金沢藩射水郡（現富山県高岡市）において創業。黒谷津次郎が個人で美術銅器、銅地金及び唐金の販売を開始[4]。
- 1946年秋 - 非鉄金属材料の販売を主とする黒谷商店を創立。
- 1967年4月 - 個人企業から法人化し、黒谷株式会社（資本金3千万円）設立。
- 1985年11月 - 黒谷俊雄が新日本美術株式会社の全株式を取得。
- 1986年1月 - 本社を富山県高岡市西町5番25号に移転。事業拡大のため、富山県射水郡（現射水市）に小杉営業所を開設。
- 1986年
  - 3月 - 商号を株式会社クロタニコーポレーションに変更。
  - 10月 - 本社及び本社工場を富山県新湊市（現射水市）奈呉の江12番地の2に新築移転。営業拠点として東京営業所（現東京支店）及び新潟営業所（現非鉄営業部新潟事業課）を開設。
- 1992年4月 - 美術工芸品の販売拡大を図るため、大阪営業所を開設（2008年8月閉鎖）。
- 1993年
  - 3月 - 押出し用銅合金鋳塊の製造販売、非鉄金属原材料の販売等を目的として株式会社テクノキャストを設立。
  - 4月 - 株式会社アート・アンド・クラフトの全株式を取得。
  - 8月 - 小杉営業所閉鎖。
- 1994年
  - 8月 - 新日本商事株式会社の全株式を取得。
  - 10月 - 本社工場施設の拡充のため株式会社テクノキャストを合併。
- 1995年2月 - 新日本商事(株)及び(株)アート・アンド・クラフトを合併。
- 2000年8月 - ISO9001認証取得。
- 2005年1月 - AQSIQ認可取得。
- 2007年6月 - 経済産業省の「元気なモノ作り中小企業300社」に選定される。
- 2008年
  - 3月 - ISO14001認証取得。
  - 8月 - 大阪営業所閉鎖。
- 2011年
  - 6月 - 東京証券取引所市場第二部へ上場。
  - 10月 - OHSAS18001認証取得。
- 2012年7月 - アメリカ合衆国オレゴン州に子会社のKUROTANI NORTH AMERICA INC. を設立（2014年6月にはISO9001の認証を、2015年2月にはAQSIQライセンスをそれぞれ取得）。
- 2014年8月 - タイ王国バンコクに合併会社THAI KUROTANI CO.,LTD.設立（2015年11月にはISO9001の認証を、2017年8月にはAQSIQライセンスをそれぞれ取得）。
- 2015年1月 - 商号を黒谷株式会社に変更。
- 2017年7月 - バーゼル法規則対象貨物の輸出承認取得。
- 2018年7月 - 東京証券取引所市場第一部銘柄に指定。
- 2022年4月 - 東京証券取引所スタンダード市場に変更。
- 2025年1月 - 商号を株式会社MERF（マーフ）に変更[5]。